# Marcin Komenda
Marcin Komenda (Cracovia, 24 maggio 1996) è un pallavolista polacco, palleggiatore dell'LKPS.

## Palmarès

### Club
- Challenge Cup: 1

2024-25